# Аль Масуді
Аль Масу́ді (аль Масуді Абу-ль-Хасан Алі Ібн аль Хусейн (араб. أبو الحسن ، علي بن الحسين المسعودي) бл. 896, Багдад — бл. 956, Фустат, Старий Каїр, Єгипет) — арабський історик, географ, учений-енциклопедист і мандрівник.

## Біографія
Народився в Багдаді. Відвідав усі країни Арабського халіфату від Іспанії до Індії. У 915—945 відвідав Персію, Аравію, Сирію, Пн. Африку (до Занзібару), Азербайджан, Вірменію і Середню Азію; плавав по Індійському океану до Цейлону і Мадагаскару. Жив у Сирії і Єгипті. Помер у Фустаті (Старий Каїр).
Під час своїх подорожей зібрав численні матеріали з історії, географії, етнографії і культури багатьох народів. Автор близько 20 праць (майже всі втрачені) з різноманітних галузей знань (історії, філософії, права, мусульманського богослов'я). Збереглися тільки твори «Промивальні золота і копальні самоцвітів» (943), «Книга повідомлень і розсудів» (956) та деякі фрагменти інших творів. У них є відомості про слов'ян, їхні побут і релігію. Повідомляється про політичне об'єднання валінана (волиняни) на чолі з царем Маджаком, якому в давнину підкорялися всі слов'яни.

## Про русів і слов'ян
Окрема група свідчень Масуді — про походи русів на Каспійському морі і Кавказі близько 912—913 років — особливо цінна тим, що він особисто відвідав північне узбережжя Каспійського моря. Масуді першим з арабських письменників писав про слов'ян, відрізняючи їх від русів.
Про слов'ян Масуді писав, що «вони поділяються на багато народів, і деякі з них християни, але є поміж ними й погани, і ті ще поклоняються сонцю». Русів він згадує окремо від цих народів. Оповідаючи про «поган у країні хозарського царя», писав, що «деякі племена з них слов'яни і русини». Отже і тут ставить окремо одних і других. «Руси мають у своїй землі срібну копальню, подібну до срібної копальні в горі Банджигіра, у краю Хорсана».

## Праці
- «Промивальні золота і копальні самоцвітів» (943)
- «Книга повідомлень і розсудів» (956)